# Veterano

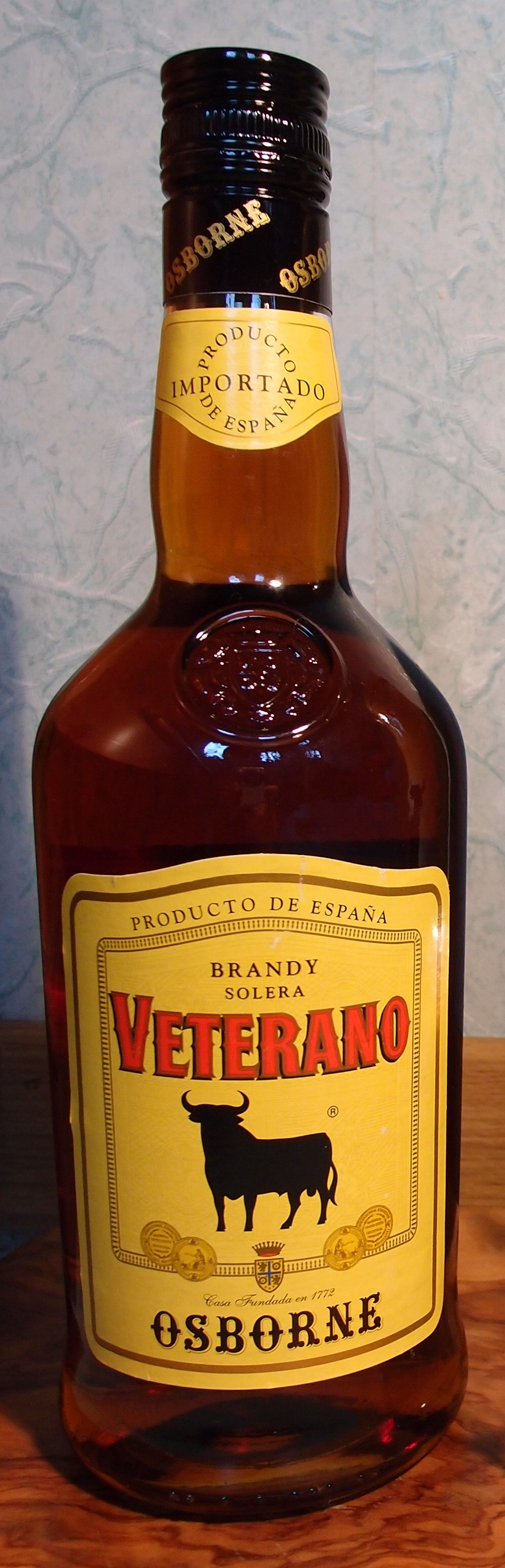
Eine Flasche Veterano, hier noch mit der alten Bezeichnung Brandy auf dem Etikett

Veterano ist der Markenname einer Spirituose des südspanischen Traditionsunternehmens Osborne, welche weltweit vertrieben wird. Die Herstellung erfolgt aus einheimischen Weindestillaten in der andalusischen Küstenstadt El Puerto de Santa María, angrenzend an die Bucht von Cádiz.

## Geschichte
Im Jahre 1956 erhielt die Werbeagentur Azor von der Firma Osborne den Auftrag, ein markantes Markenlogo für den neu entwickelten Brandy Veterano zu kreieren, das diesen Weinbrand auch auf großflächigen Plakatwänden repräsentieren sollte. Der spanische Künstler Manolo Prieto entwarf daraufhin die Silhouette eines schwarzen Stiers für den Veterano, was die Zustimmung der Familie Osborne fand. Im Jahre 1957 wurde der Osborne-Stier als Markenzeichen offiziell eingeführt. In den Folgejahren bis in die heutige Zeit hat sich der schwarze Stier des Veterano zu einem Erkennungszeichen der spanischen Nation weiterentwickelt und wird heute öffentlich als Teil der spanischen Kultur wahrgenommen. Seit 2010 wurde der Alkoholgehalt zunächst in Spanien, seit 2012 weltweit von 36 % auf 30 % reduziert, weshalb Veterano nach EU-Gesetzgebung nicht mehr Brandy (oder Weinbrand) genannt werden darf.

## Herstellung und Klassifizierung
Veterano wird nach dem spanischen Solera-Verfahren mindestens zwölf Monate in Eichenholzfässern gereift. Die Spirituose wurde mit 36 % Alkoholgehalt unter der von der EU geschützten und garantierten Herkunftsbezeichnung Brandy de Jerez vertrieben. Dies ist nach der Alkoholabsenkung auf 30 % nicht mehr möglich, weshalb das Etikett nun die Angabe Spirituose sowie die spanische Güteklasse Solera enthält.

## Charakteristik und Varianten
Die Spirituose hat eine Mahagonifarbe und ein leichtes Pflaumenbouquet. Der Veterano enthält 30 Volumenprozent Alkohol. Außerdem wird von Osborne ein Brandy mit dem Namen 'Veterano 8a Generación Reserva' angeboten.

## Auszeichnungen
- International Spirits Award Germany: Silber
- International Spirits Challenge: Bronze

## Trivia

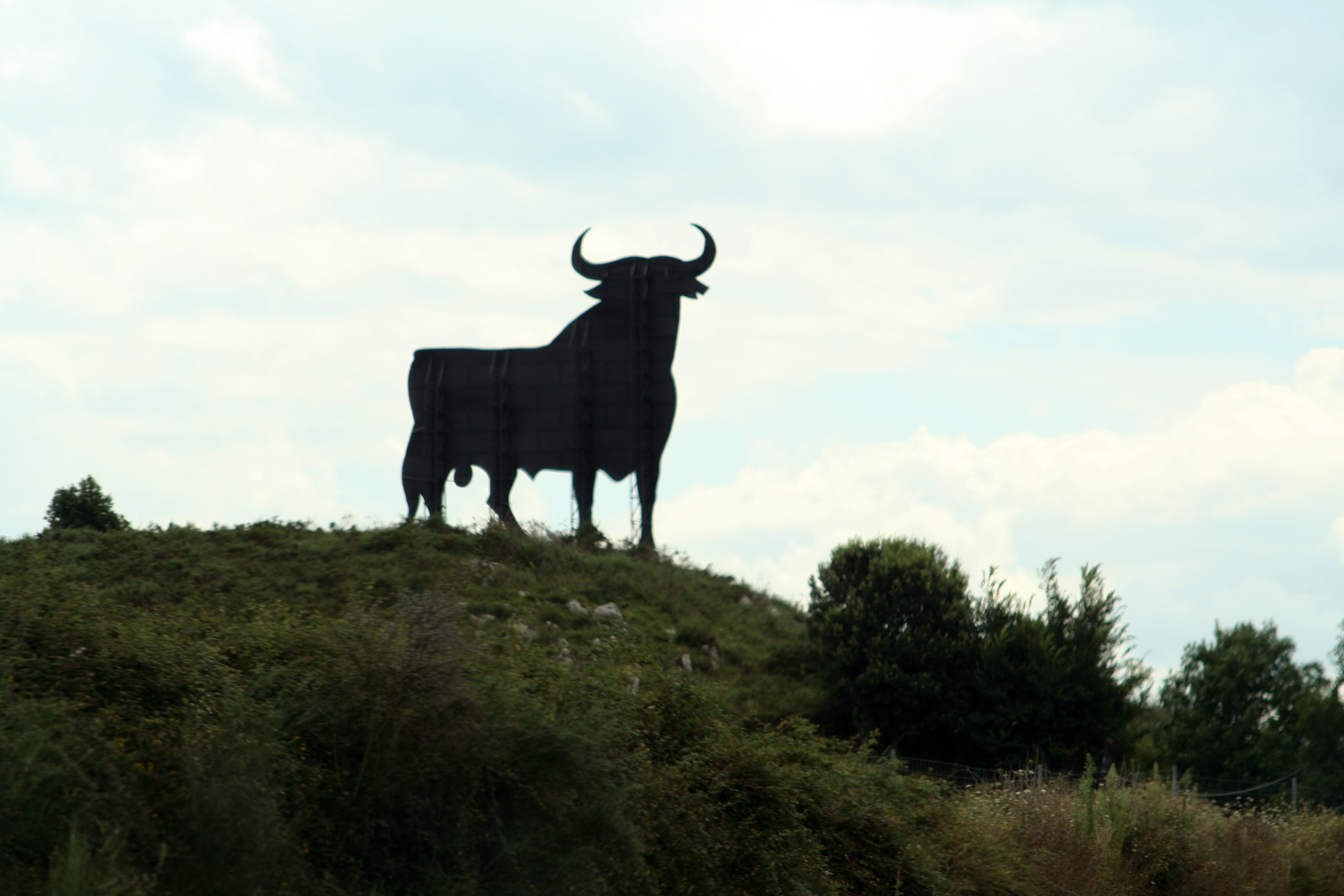
Der Osborne-Stier, ursprünglich für den Veterano entworfen

Der surrealistische spanische Maler, Grafiker, Schriftsteller, Bildhauer und Bühnenbildner Salvador Dalí machte im Jahre 1965 Fernsehwerbung für den Veterano. In diesem Werbespot saß Dalí auf einem Thron und schrieb die Worte  „Veterano hat es!“ auf die Mattscheibe; in einem anderen Spot für den Brandy Veterano von Osborne zeichnete er mit einem funkensprühenden Zauberstab die Konturen der Iberischen Halbinsel in die Luft.
Der VfL Bochum spielte erstmals im März 1976 mit einem Werbeaufdruck auf dem vereinseigenen Trikot. Zunächst befand sich ein stilisierter Osborne-Stier auf den Bochumer Trikots. Darstellung und Größe dieser Werbung verstießen gegen die damals strengen DFB-Regularien, weshalb ab 1977 nur noch mit dem Schriftzug „Osborne“ geworben werden durfte.